# Emily Hardy
Emily Hardy Gast ist eine US-amerikanische Schauspielerin.

## Leben
Hardy ist Absolventin der American Academy of Dramatic Arts. Sie debütierte 2004 als Schauspielerin in einer Episode der Fernsehserie Navy CIS. 2006 im Fernsehfilm Though None Go with Me verkörperte sie das junge Alter Ego der von Millie Perkins verkörperten Rolle. 2008 war sie neben Mercedes McNab  und Steven Brand in eine der Hauptrollen im Spielfilm XII zu sehen, der am 14. August 2008 auf dem Hamburger Fantasy Filmfest uraufgeführt wurde. Anschließend folgten Besetzungen in mehreren Kurzfilmen. Seit 2014 arbeitete sie zusätzlich als Produktionsassistentin und war in dieser Funktion an den Fernsehserien Pawnography und Goliath beteiligt.

## Filmografie

### Schauspiel
- 2004: Navy CIS (NCIS) (Fernsehserie, Episode 2x02)
- 2006: Though None Go with Me (Fernsehfilm)
- 2008: XII
- 2010: The Absence (Kurzfilm)
- 2011: Here I Am (Kurzfilm)
- 2014: Couch Shopping TV! (Kurzfilm)
- 2017: Playing It Straight (Kurzfilm)

### Produktion
- 2014–2015: Pawnography (Fernsehserie, 20 Episoden)
- 2016: Goliath (Fernsehserie, 8 Episoden)